# Peter Wu Junwei

Bischofswappen

Peter Wu Junwei (chinesisch 武俊維; * 27. Juni 1963 in Taiyuan, Provinz Shanxi, Volksrepublik China; † 10. Mai 2022) war ein chinesischer Geistlicher und römisch-katholischer Bischof von Yuncheng in der Provinz Shanxi, Volksrepublik China.

## Leben
Peter Wu Junwei stammte aus einer katholischen Familie; er war das älteste von sechs Geschwistern. Ein Bruder ist ebenfalls Priester und eine Schwester gehört einem Frauenorden an. Der katholische Heilige und Märtyrer Petrus Wu Anbang gehört dem Familienzweig an.
Peter Wu Junwei trat 1982 in das Priesterseminar ein und empfing am 9. Dezember 1990 das Sakrament der Priesterweihe für das Erzbistum Taiyüan. Nach Tätigkeit als Pfarrer der Gemeinde in Shagou von 1991 bis 1996 wurde er mit der Leitung der Diözesanangelegenheiten betraut. 2001 wurde er Rektor des Priesterseminars von Shanxi. Im September 2009 wechselte er in das Bistum Yuncheng, ein Bistum, das in der Zeit der späten Ming-Dynastie von den italienischen Jesuiten Giulio Aleni und Alfonso Vagnone evangelisiert wurde.
Im Mai 2009 wurde Peter Wu Junwei zum Bischof von Yuncheng ernannt. Die Bischofsweihe spendete ihm der Bischof von Fenyang, John Huo Cheng, am 21. September 2010 in der Kathedrale von Yuncheng; Mitkonsekratoren waren der Erzbischof von Peking, Joseph Li Shan, und der Koadjutorbischof von Taiyuan, Paul Meng Ningyou, sowie der Bischof von Daming, Stephen Yang Xiangtai. Sein bischöflicher Wahlspruch war per caritatem servite.
Peter Wu Junwei wurde sowohl von Papst Benedikt XVI. wie auch von der chinesischen Regierung anerkannt.
Er starb im Alter von 58 Jahren an den Folgen eines Myokardinfarktes.